# Gedsted Sogn
Gedsted Sogn er et sogn i Vesthimmerlands Provsti (Viborg Stift).
I 1800-tallet var Fjelsø Sogn anneks til Gedsted Sogn. Begge sogne hørte til Rinds Herred i Viborg Amt. Gedsted-Fjelsø sognekommune blev ved kommunalreformen i 1970 indlemmet i Aalestrup Kommune, hvis hovedpart inkl. Gedsted blev indlemmet i Vesthimmerlands Kommune ved strukturreformen i 2007.
I Gedsted Sogn ligger Gedsted Kirke.
I sognet findes følgende autoriserede stednavne:
- Bystrup (bebyggelse, ejerlav)
- Firhøje (bebyggelse)
- Gedsted (bebyggelse, ejerlav)